# Tawraġudi
Tawraġudi, Tawraghudi, Towraghoudi, Towraghondi o Towragondi es una ciudad de Afganistán.
Pertenece a la provincia de Herat.
Su población es de 20.825 habitantes (2007).
- Datos: Q5198313
- Multimedia: Torghundi / Q5198313